# Mão Morta (álbum)
Mão Morta é o álbum de estreia do grupo português Mão Morta, lançado em 7 de Julho de 1988 pela editora independente Ama Romanta.
Foi reeditado em CD em 15 de Dezembro de 1998 pela editora NorteSul. Esta edição teve 6 faixas extra correspondentes à K7 Mão Morta de 1987.
O disco foi reeditado em CD mais uma vez, sem faixas extra, em 2009, na caixa Mão Morta 1988-1992 que continha os 4 primeiros editada pela Cobra.
Foi depois editado em vinil, como disco 1 do triplo LP Mão Morta + Corações Felpudos + O.D., Rainha do Rock & Crawl, em 25 de Novembro de 2013, pela editora Rastilho Records.

## Faixas
Lado A
1. "E Se Depois" (Zé dos Eclipses / Zé dos Eclipses, Miguel Pedro)
2. "Até Cair" (Adolfo Luxúria Canibal / Carlos Fortes)
3. "Sitiados" (Adolfo Luxúria Canibal / Carlos Fortes)

Lado B
1. "Oub' Lá" (Adolfo Luxúria Canibal / Miguel Pedro)  (Amostraⓘ)
2. "Carícias Malícias" (Adolfo Luxúria Canibal / Zé dos Eclipses)
3. "Aum" (Adolfo Luxúria Canibal / Miguel Pedro, Mão Morta)

Faixas Extra (Edição em CD de 1998)
1. "Oub' Lá" (K7 Mix) (Adolfo Luxúria Canibal / Miguel Pedro)
2. "Véus Caídos" (K7 Mix) (Zé dos Eclipses / Zé dos Eclipses)
3. "Abandonada" (K7 Mix) (Adolfo Luxúria Canibal / Miguel Pedro)
4. "Aum" (K7 Mix) (Adolfo Luxúria Canibal / Miguel Pedro, Mão Morta)
5. "Sitiados" (K7 Mix) (Adolfo Luxúria Canibal / Carlos Fortes)
6. "E Se Depois" (K7 Mix) (Zé dos Eclipses / Zé dos Eclipses, Miguel Pedro)

## Ficha Técnica
- Adolfo Luxúria Canibal – voz
- Carlos Fortes – guitarra, baixo, voz
- Joaquim Pinto – baixo
- Miguel Pedro – bateria, guitarra, piano, voz
- Zé dos Eclipses – guitarra, voz

Gravado em Março e misturado em Abril e Junho de 1988 por Amândio Bastos nos Estúdios de Paço D’Arcos – Oeiras.
Produção de Bula e Amândio Bastos.
Capa de Carlos Sousa Costa.
Temas extras no CD de 1998
- "Sitiados" e "E Se Depois"
  - Adolfo Luxúria Canibal – voz
  - Carlos Fortes – guitarra
  - Joaquim Pinto – baixo
  - Miguel Pedro – bateria
  - Zé dos Eclipses – guitarra

Capa da cassete de Mão Morta (1987)

Gravado e misturado em Maio de 1987 por Hipo no Hipolab Studios – Oeiras.
Produção de Mão Morta.
- "Oub’Lá", "Véus Caídos", "Abandonada" e "Aum"
  - Adolfo Luxúria Canibal – voz
  - Carlos Fortes – guitarra, voz
  - Joaquim Pinto – baixo
  - Paulo Trindade – bateria, voz
  - Zé dos Eclipses – guitarra, voz

Gravado e misturado em Julho de 1987 por Ramiro Martins no Edit Studio – Amadora.
Produção de Mão Morta.